# Hypnum polyanthum
Hypnum polyanthum là một loài Rêu trong họ Hypnaceae. Loài này được (Hedw.) Dicks. mô tả khoa học đầu tiên năm 1801.